# Patagioenas cayennensis
La paloma colorada o paloma morada (Patagioenas cayennensis), también denominada  paloma guarumera y paloma de vientre claro, es una especie de ave columbiforme de la familia Columbidae que vive en Centro y Sudamérica. Es una especie sedentaria que puede encontrarse desde el sur de México hasta el sur de Bolivia y el norte de Argentina, además de en isla Trinidad.

## Descripción
La paloma colorada mide entre 30-32 cm de largo y pesa normalmente entre 230-250 g. Los machos adultos tienen la cabeza, el pecho y las partes superiores de color morado rojizo, con irisaciones verdosas en la nuca y la garganta blanquecina.de color morado pálido. Sus partes inferiores son de color gris claro y la parte baja de su espalda y la cola son de color gris oscuro. Su pico es negro y sus patas, iris y anillo ocular son rojos. Las hembras son similares aunque de tonos más apagados que los machos, y los inmaduros son principalmente de color pardo grisáceo.  
La subespecie sureña P. c. andersoni tiene las partes inferiores de color blanco, en lugar de gris como la subespecie nominal P. c. cayennensis.
Su silueta y tamaño son similares a los de la paloma escamosa (P. speciosa), aunque de cerca se aprecia fácilmente que P. cayennensis carece del patrón de color escamado y sus llamadas son diferentes.